# Sunshine on Leith (musikal)
Sunshine on Leith är musikal med sånger från The Proclaimers skriven av Stephen Greenhorn från the Dundee Rep Theatre Company. Den hade premiär 2007. Musikalen vann The TMA Award för bästa musikal samma år och har spelas både på Broadway och West End.
En filmversion kom ut 2013, och var med på 2013 Toronto International Film Festival.